# Orbiniella eugeneruffi
Orbiniella eugeneruffi is een borstelworm uit de familie van de Orbiniidae. De wetenschappelijke naam van de soort werd voor het eerst geldig gepubliceerd in 2020 door Blake.